# ریویچی کیجیما
ریویچی کیجیما (انگلیسی: Ryuichi Kijima؛ زادهٔ ۲۹ مارس ۱۹۸۵) صداپیشه اهل ژاپن است. وی از سال ۲۰۱۰ میلادی تاکنون مشغول فعالیت بوده‌است.